# فيليبو غراندي
فيليبو غراندي (بالإنجليزية: Filippo Grandi)‏ (المولود في ميلانو، إيطاليا عام 1957)، المفوض السامي للأمم المتحدة لشؤون اللاجئين الحادي عشر في 1 يناير 2016. وقد تم انتخابه من قبل الجمعية العامة للأمم المتحدة لولاية مدتها خمسة أعوام، أي لغاية 31 ديسمبر 2020. وهو يعمل في المجال الإنساني ومع اللاجئين منذ 26 سنة خلت، أمضى 22 سنة منها يعمل لدى الأمم المتحدة. تميز جراندي في الوظائف التي تقلدها في العديد من الأقاليم والرئاسات العامة التي تشتمل على تقديم المساعدة والحماية للاجئين وإدارة الطوارئ والعلاقات مع المانحين علاوة على الشؤون الإنسانية والسياسية.

## تاريخ
منذ أيار من عام 2004، عمل جراندي نائبا للممثل الخاص للأمين العام المسؤول عن الشؤون السياسية لدى بعثة الأمم المتحدة للمساعدة في أفغانستان، حيث تولى مسؤولية برنامج العملية الانتخابية ونزع التسليح والتسريح وإعادة استيعاب اللاجئين، علاوة على تسلمه مهام قضايا حقوق الإنسان، وتحديدا عملية التحقق من ممارسة الحقوق السياسية المتعلقة بالانتخابات الرئاسية والبرلمانية.
قبل ذلك، عمل السيد جراندي رئيسا لبعثة المفوضية السامية لشؤون اللاجئين في أفغانستان لمدة تقارب الثلاث سنوات. ومن عام 1997 وحتى عام 2001، عمل السيد جراندي في المكتب التنفيذي لمفوضية شؤون اللاجئين في جنيف كمساعد شخصي للمفوض السامي قبل أن يصبح كبيرا للموظفين.
كان جراندي قد انضم للمفوضية السامية لشؤون اللاجئين في عام 1988؛ حيث عمل لثلاث سنوات في برامج اللاجئين في السودان، ثم انخرط للعمل في برنامج الاستجابة الإنسانية الطارئة في سورية وتركيا والعراق خلال وبعد حرب الخليج الأولى. وفي وقت لاحق، وبصفته ضابطا للطوارئ، عمل على قيادة عمليات الطوارئ في كينيا وبنين وغانا وليبيريا والبحيرات الكبرى في أفريقيا الوسطى (بما في ذلك أزمة لاجئي بوروندي في عام 1993 وعملية غوما في صيف العام 1994) واليمن وأفغانستان وغيرها من الأماكن. وبعد أن أتم مهمة استمرت لمدة عامين في الرئاسة العامة للتعامل مع بعض المانحين الرئيسيين لمفوضية شؤون اللاجئين، وعلى وجه التحديد المفوضية الأوروبية، عمل جراندي منسقا ميدانيا لنشاطات الأمم المتحدة الإنسانية في جمهورية الكونغو الديمقراطية خلال الحرب الأهلية فيها والتي استمرت خلال العامين 1996-1997.
وقد شغل جراندي منصب المفوض العام لوكالة الأمم المتحدة لإغاثة وتشغيل اللاجئين الفلسطينيين في الشرق الأدنى (الأونروا) منذ 20 كانون الثاني 2010. وقد خلف جراندي في منصبه السيدة كارين كونينج أبوزيد وذلك بعد أن عمل نائبا للمفوض العام منذ تشرين الأول من عام 2005.
قبل انضمامه للعمل مع الأمم المتحدة، شملت خبرات جراندي العمل مع المنظمات غير الحكومية التي تقوم بتنفيذ برامج للاجئين في تايلاند وإيطاليا.
قد تخرج جراندي من جامعة ولاية ميلانو حيث حصل على شهادة في التاريخ الحديث، كما حصل على بكالوريوس في الفلسفة من الجامعة الجريجورية في روما.
في رسالته الافتتاحية التي أرسلها لموظفي الأونروا، أعرب جراندي بأن «... منصب المفوض العام ليس شرفا شخصيا يتم إسباغه على فرد واحد بقدر ما هو مهمة ينبغي الاضطلاع بها مع ومن أجل اللاجئين الفلسطينيين». وأثنى جراندي على الطابع الفريد والمادي والملموس لمهمة الأونروا بالقول بأن «ذلك هو ما يجعلنا وثيقي الصلة وهو ما يسمح لعملنا بأن يحدث فرقا في حياة أولئك الذين لا يزالون، بعد ستة عقود، متضررين من الظلم».